# رودي فان دانتزيج
رودي فان دانتزيغ ولد في 4 أغسطس 1933 - و توفى في 19 يناير 2012 كان مصمم رقصات هولنديًا ومدير شركة وكاتبًا. لقد كان شخصية محورية في صعود الباليه الهولندي إلى الشهرة العالمية في النصف الأخير من القرن العشرين. 